# مركز الملك عبد العزيز للتواصل الحضاري
مركز الملك عبد العزيز للتواصل الحضاري هو منظمة سعودية مستقلة (غير حكومية) أنشئت عام 2004م، وتعمل على نشر ثقافة الحوار، ليجعل منها أسلوبا للحياة، ويجعل منها معيارا للسلوك العام في المجتمع على مستوى الفرد والمجتمع. مُنِح المركز الصفة الاستشارية في المجلس الاقتصادي والاجتماعي بالأمم المتحدة، بوصفه إحدى منظمات المجتمع المدني.

## النشأة والتاريخ
- بتاريخ 24 جمادى الأولى 1424هـ صدر أمر خادم الحرمين الشريفين الملك فهد بن عبد العزيز بإنشاء مركز الملك عبد العزيز للتواصل الحضاري والذي بموجبه بُدء في إعمال التأسيس وتشكيل اللجان المختصة. وجرى استكمال النظام الأساسي للمركز وتشكيل الأطر التنظيمية والإدارية اللازمة. ويعمل المركز على نشر ثقافة الحوار وتعزيزها في المجتمع وأن يكون قناة موثوقة للتعبير المسؤول في مختلف القضايا الوطنية وفق آليات ووسائل فاعلة مبنيَّة على الوسطيَّة والاعتدال واحترام التعددية والتنوع لتعزيز الوحدة الوطنيَّة.[6][7]
- في نوفمبر 2023 تغير اسم المركز من «مركز الملك عبد العزيز للحوار الوطني» إلى «مركز الملك عبد العزيز للتواصل الحضاري».[8]

## أهداف المركز
يسعى المركز إلى توفير البيئة الملائمة الداعمة للحوار الوطني بين أفراد المجتمع وفئاته (من الذكور والإناث) بما يحقق المصلحة العامة ويحافظ على الوحدة الوطنية المبنية على العقيدة الإسلامية.
وعبر عدد من الأهداف يرسخ المركز ثقافة الحوار وينشرها بين أفراد المجتمع بجميع فئاته بما يحقق المصلحة العامة ويحافظ على الوحدة الوطنية والأهداف هي:
1. مناقشة القضايا الوطنيَّة الاجتماعيَّة والثقافيَّة والسياسيَّة والاقتصاديَّة والتربويَّة وغيرها، وطرحها من خلال قنوات الحوار الفكري وآلياته.
2. تشجيع أفراد المجتمع ومؤسسات المجتمع المدني على الإسهام والمشاركة في الحوار الوطني.
3. الإسهام في صياغة الخطاب الإسلامي الصحيح المبني على الوسطيَّة والاعتدال.
4. الإسهام في توفير البيئة الملائمة لإشاعة ثقافة الحوار داخل المجتمع.
5. وضع رؤى استراتيجيَّة لموضوعات الحوار الوطني.

## مجلس الأمناء
- د. عبد العزيز بن محمد السبيل (رئيس مجلس الأمناء).[9]
- د. عبد الله بن عبد المحسن الفوزان (أمين عام المركز ونائب رئيس مجلس الأمناء).

## اللقاءات الوطنية
عقد مركز الملك عبد العزيز لقاءات وطنية رئيسية هي كالتالي:
» اللقاء الوطني الأول (الوحدة الوطنية والعلاقات والمواثيق الدولية) – الرياض 15-18/5/1424 هـ، 2003م.
» اللقاء الوطني الثاني (الغلو والاعتدال.. رؤية منهجية شاملة) – مكة المكرمة 4-8/11/1424 هـ، 2003م.
» اللقاء الوطني الثالث (المرأة: حقوقها وواجباتها وعلاقة التعليم – المدينة المنورة 24-26/4/1425 هـ، 2004م.
» اللقاء الوطني الرابع (قضايا الشباب: الواقع والتطلعات) – الظهران 24-26/10/1425 هـ، 2004م.
» اللقاء الوطني الخامس (نحن والآخر: رؤية وطنية للتعامل مع الثقافات العالمية) – أبها – 11-13/11/1426 هـ، 2005م.
» اللقاء الوطني السادس (التعليم.. وسبل التطوير) – الجوف – 7-9/11/1427 هـ، 2006م.
» اللقاء الوطني السابع (مجالات العمل والتوظيف: حوار بين المجتمع ومؤسسات العمل) القصيم 16-17/4/1429 هـ2008،
» اللقاء الوطني الثامن (الخدمات الصحية: حوار بين المجتمع والمؤسسات الصحية) نجران 23-24-25/4/1431هـ، 2010م.
» اللقاء الوطني التاسع (الإعلام الواقع وسبل التطوير) الطائف، 2012م.
» اللقاء الوطني العاشر (التطرف وآثاره على الوحدة الوطنية) تبوك، 2015م.

## جائزة الحوار الوطني
جائزة سنوية أطلقها المركز عام 2021.

## مسابقة (حواركم)
أطلق مركز الملك عبد العزيز للتواصل الحضاري مسابقة (حواركم) للأفلام القصيرة في نسختها الأولى عام 2015، وتهدف المسابقة لاستثمار مواهب الشباب المبدعين من خلال صناعة أفلام قصيرة وصور فوتوغرافية تحث على قيم الحوار والتسامح والتعايش، وتدعو لنبذ التعصب وتعزيز اللحمة الوطنية ونشر ثقافة الحوار في المجتمع.

### الدورة الأولى 2015
ومن أبرز موضوعات المسابقة: معززات الوحدة الوطنية ومحاربة التطرف، وتعزيز الشخصية السعودية وفق رؤية 2030 «تعزيز قيم الوسطية والتسامح»، والحوار الحضاري مع الثقافات المختلفة، ونماذج وطنية للتعايش، وموضوع غرس المبادئ والقيم الوطنية وتعزيز الانتماء الوطني. وقد تنافس على جائزة النسخة الأولى من (حواركم) 124 فيلماً قصيراً فاز منها خمسة أفلام، وحصل فيلم «المعاني المفقودة» للمخرج عبد الله المفرج على جائزة المركز الأول بإجماع لجنة التحكيم، وحصل فيلم «مارق» للمخرج علي سالم على المركز الثاني، كما حصل على الجائزة الثالثة فيلم «ذرة» للمخرج عبد الله الخميس، وجاء في المركز الرابع فيلم «المدرسة» للمخرج عبد الله زايد، وقد حل خامساً فيلم «التسامح» للمخرج رائد الدوسري. إضافة إلى جوائز المراكز الخمسة الأولى رأت لجنة تحكيم المسابقة المكونة من (محمد العوهلي ومالك نجر ومالك العنقري وبدر الحمود وثامر الصالح) منح عشرة أفلام أخرى جوائز تشجيعية تقديراً لأفكارها ومشاركتها المميزة والجادة في المسابقة، وهي أفلام «أوراق»، و«تحلو الحياة»، و«الخطة البديلة»، و«لون الحياة»، و«درهم»، و«شراكة»، و«نبقى متسامحين»، و«على الطريق»، و«عتاب طفلة»، وأخيرا فيلم «وطني أهزوجة أمن وأمان».

### الدورة الثانية 2022
أقيم حفل تكريم الفائزين في النسخة الثانية من مسابقة (حوراكم) في شهر يناير 2020، وبلغت جوائز المسابقة في نسختها الثانية 180 ألف ريال لمسابقة الأفلام القصيرة، و72 ألف ريال لمسابقة الصور الفوتوغرافية، وتتألف لجنة تحكيم مسابقة الأفلام القصيرة من: محمد الشريف ومالك نجر والدكتورة ناهد باشطح وعبد المجيد الكناني، فيما تتكون لجنة تحكيم مسابقة الصور الفوتوغرافية من: ظافر الشهري ومالك العنقري ولمياء الرميح وعبد الله الحربي وصالح الهذلي.

## الجوائز
جائزة الأمانة العامة لجامعة الدول العربية قطاع الشؤون الاجتماعية للمؤسسات الصديقة للأسرة لعام 2023م.